# Галловые тли
Галловые тли (лат. Pemphigidae) — семейство полужесткокрылых насекомых из надсемейства тлей (Aphidoidea). Рассматривается также в ранге подсемейства семейства настоящие тли или трибы Pemphigini в подсемействе Eriosomatinae. Как самостоятельный таксон были выделены Готлибом Геррих-Шеффером 1854 году по другим данным в 1857 году.

## Описание
У последнего членика хоботка кончик не обособлен. У бескрылых глаза трёхфасеточные, если многофасеточные (у некоторых Forinae), то нет трубочек. Побочных ринарий три или четыре. Лапки ног более или менее одинаковые. Краевых бугорков нет, но могут быть железистые группы, у живых тлей выделяющие белый пушок. M передних крыльев простая или ветвится один раз, у единичных особей и только на одном крыле два раза Являются вредителями сельского хозяйства, они поселяются на смородине красной и белой но чёрная смородина тоже не исключение, галловая тля поселяется на листе и сосёт сок из листа, лист начинает деформироваться и по внешнему виду казаться будто покрылся пузырями.